# Manduca leucoptera
Manduca leucoptera är en fjärilsart som beskrevs av Rothschild och Jordan 1903. Manduca leucoptera ingår i släktet Manduca och familjen svärmare. Inga underarter finns listade i Catalogue of Life.